# Компоновка летательного аппарата

Внутренняя компоновка МБР

Аэродинамическая компоновка ЛА типа «Клипер»

Компоновка — совокупность проектных работ по обоснованию формы ЛА, взаимного расположения составных частей ЛА, его агрегатов, систем и узлов, которое определяет их взаимодействие и функционирование на всех этапах применения ЛА. Результат проведения таких работ отображается на конструктивно-компоновочной схеме.

## Конструктивно-компоновочная схема
Конструктивно-компоновочная схема (ККС) — это чертеж ЛА, содержащий решение принципиальных конструктивных вопросов построения ЛА, учитывающий требования ТТЗ к комплексу и ЛА как основному элементу комплекса. На ККС, как правило, отражается решение следующих проектных вопросов:
- выбор внешних обводов;
- выбор взаимного расположения отсеков и агрегатов (внутренняя компоновка);
- выбор количества блоков (для ракет-носителей) и способа их соединений.

## Внешняя компоновка
Внешняя компоновка (аэродинамическая компоновка) — процедура выбора внешних обводов (формы) ЛА, определяющих силы аэродинамического сопротивления и непосредственно влияющие на устойчивость и управляемость ЛА.

## Внутренняя компоновка
Внутренняя компоновка — процедура размещения элементов ЛА (полезного груза, топливных баков, двигателей, системы управления, систем жизнеобеспечения и др.) в объёмах, замыкаемых внешними обводами.